# Campeonato Alemán de Fútbol 1910
El Campeonato Alemán de Fútbol 1910 fue la octava edición de dicho torneo. Participaron 9 equipos (8 campeones de las ligas regionales de fútbol del Imperio alemán y el defensor del título).

## Fase final

### Ronda preliminar
| SV Prussia Samland Königsberg | 1 – 5 | FC Tasmania Rixdorf |

### Cuartos de final
| FV Holstein Kiel | 4 – 1 | BFC Preussen |

| Duisburger SpV | 0 – 1 | Karlsruher FV |

| VfB Leipzig | 1 – 2 | FC Phönix Karlsruhe |

| FC Tasmania Rixdorf | 2 – 1 | VfR 1897 Breslavia |

### Semifinales
| Karlsruher FV | 2 – 1 | FC Phönix Karlsruhe |

| FV Holstein Kiel | 6 – 0 | FC Tasmania Rixdorf |

### Final
| Karlsruher FV | 1 – 0 t.s. | FV Holstein Kiel |

|                                  |
| Campeón Karlsruher FV 1.o título |